# Pizhuang
Pizhuang (kinesiska: 邳庄镇, 邳庄) är en köping i Kina. Den ligger i provinsen Shandong, i den östra delen av landet, omkring 240 kilometer söder om provinshuvudstaden Jinan. Antalet invånare är 26970. Befolkningen består av 13 083 kvinnor och 13 887 män. Barn under 15 år utgör 18,0 %, vuxna 15-64 år 72 %, och äldre över 65 år 8,0 %.
Genomsnittlig årsnederbörd är 925 millimeter. Den regnigaste månaden är juli, med i genomsnitt 251 mm nederbörd, och den torraste är januari, med 9 mm nederbörd.